# Palisota laurentii
Palisota laurentii är en himmelsblomsväxtart som beskrevs av De Wild. Palisota laurentii ingår i släktet Palisota och familjen himmelsblomsväxter.
Artens utbredningsområde är Kongo-Kinshasa. Inga underarter finns listade.